# 덤보 (2019년 영화)
《덤보》(영어: Dumbo)는 2019년 공개된 미국의 판타지 모험 영화이다. 1941년 동명 애니메이션 영화의 스토리를 약간 반영하여 실사화한 작품이다.

## 줄거리
1919년 새러소타, 플로리다에서 기수 홀트 패리어는 제1차 세계 대전을 마치고 그의 이전 고용주인 메디치 브라더스 서커스로 돌아온다. 서커스는 재정난에 부딪혔고, 링마스터 메디치는 홀트의 아내 애니가 스페인 독감으로 사망한 후 말을 팔 수밖에 없었다고 밝힌다. 홀트가 아르곤 공세에서 팔을 잃었다고 밝히자, 메디치는 대신 그를 서커스의 임신한 인도코끼리 엘라 점보의 사육사로 고용한다. 그녀는 귀가 비정상적으로 큰 송아지를 낳고, 메디치는 대중이 그러한 기형에 어떻게 반응할지 우려하여 홀트에게 귀를 숨기라고 명령한다.
하지만 송아지는 조플린 (미주리주)에서의 첫 공연에서 실수로 귀를 드러내고, 관중들은 송아지를 조롱하며 "덤보"라고 부르며 물건을 던진다. 아들의 학대에 분노한 점보 부인은 경기장에 난입하여 막대한 피해를 입히고, 빅 탑을 무너뜨리며, 우연히 사디스트 조련사 루퍼스를 죽인다. 이 사건으로 인한 대중의 분노를 예상한 메디치는 점보 부인을 팔아버린다. 홀트의 아들과 딸 조와 밀리 패리어는 덤보를 위로하며 그가 귀를 펄럭여 날 수 있고, 깃털이 비행 의지에 도움이 된다는 것을 발견한다.
덤보는 코에서 물을 뿌려 불을 끄는 소방관 광대 역할을 강요받지만, 공연이 잘못되어 덤보는 불꽃에 휩싸인 높은 플랫폼에 갇힌다. 밀리는 덤보에게 깃털을 건네고, 덤보는 자신감을 얻어 안전하게 날아오른다. 관객들은 경악하고, 그의 재능에 대한 소문이 퍼지기 시작한다. 부유한 보헤미안 유원지 드림랜드의 소유주 V. A. 반데베어는 메디치에게 협업을 제안한다. 만약 메디치가 반데베어의 사업 파트너가 된다면, 메디치 브라더스 서커스단은 영구적으로 드림랜드에서 공연하게 될 것이다.
반데베어의 스타 공연자인 프랑스인 공중그네 예술가 콜레트 마샹과 함께 드림랜드에서 덤보의 데뷔 공연은 높은 플랫폼에서 거의 떨어질 뻔하고, 부상과 사망을 막을 안전망이 없다는 것을 깨달은 후 패닉에 빠져 소리를 지르면서 순식간에 잘못된다. 어미의 부름에 대한 반응을 듣고, 그녀가 팔린 후 드림랜드의 악몽의 섬이라는 전시에 배치되었다는 것을 깨달은 그는 서커스장을 날아 나와 그녀와 재회하여 관객들을 크게 실망시킨다. 덤보의 불복종에 짜증이 나고, 그의 어미가 방해가 될 가능성을 우려한 반데베어는 메디치 극단을 해고하고 그의 훌륭한 명성을 확보하기 위해 점보 부인의 전시를 폐쇄하라고 명령한다.
홀트와 메디치 극단은 반데베어가 덤보의 어미를 죽일 의도이며 두 코끼리가 더 이상 그들과 함께 사는 것이 안전하지 않다는 것을 알게 되자, 두 마리를 모두 풀어줄 계획을 세운다. 서커스 공연자들은 각자의 재능을 활용하여 점보 부인을 우리 밖으로 탈출시키고, 홀트와 콜레트는 덤보를 서커스 밖으로 날아가도록 안내한다. 반데베어는 그들을 막으려 하지만 드림랜드의 전기 시스템을 잘못 다루어 화재를 일으키고, 이는 확산되어 공원을 파괴한다. 덤보가 홀트와 그의 가족을 화재에서 구한 후, 그들은 콜레트와 나머지 극단원들과 합류하여 덤보와 그의 어미를 항구로 데려가, 그들은 배를 타고 인도의 고향으로 돌아간다.
얼마 후, 메디치 가족 서커스로 이름이 바뀐 서커스는 콜레트가 새로운 극단원이 되고, 밀리가 과학 강연 전시회의 진행자가 되며, 서커스의 야생 동물을 사육하지 않는다는 새로운 정책에 따라 동물 복장을 한 공연자들이 공연하면서 번성한다. 반데베어는 보험금을 위해 자신의 공원을 불태운 혐의로 유죄 판결을 받았음을 암시한다. 한편, 덤보와 그의 어미는 야생 코끼리 무리와 재회하고, 그들은 덤보가 기쁨에 차서 나는 것을 박수친다.

## 출연진
- 콜린 패럴 - 홀트 패리어
- 에바 그린 - 콜레트 마르샹
- 마이클 키턴 - V. A. 밴더미어
- 대니 드비토 - 맥스 메디치
- 앨런 아킨 - J. 그리핀 레밍턴
- 니코 파커 - 밀리 패리어
- 핀리 호빈스 - 조 패리어
- 데오비아 오파레이 - 롱고
- 조지프 갯 - 닐스 스켈리그
- 샤론 루니 - 미스 아틀란티스
- 로산 세스 - 프라메쉬 싱
- 더글러스 레이스 - 소더비즈

## 한국판 성우진
- 정재헌 - 홀트
- 홍시호 - 밴더미어
- 이지현 - 콜레트
- 장광 - 메디치
- 안종국 - 레밍턴
- 이나경 - 밀리
- 이창현 - 조
- 곽윤상 - 스켈리그
- 강구한 - 루퍼스
- 오인성 - 소더비
- 유동균 - 베이츠
- 전숙경 - 아틀란티스
- 강시현 - 관람객
- 이현 - 롱고
- 김채하 - 관람객
- 윤용식 - 한스
- 석승훈 - 관람객
- 이규창 - 경비원
- 서반석 - 서커스 단원

## 우리말 제작
- 한국어 제작 : Disney Character Voices International,Inc.

## 제공
- 수입/배급 : 월트디즈니컴퍼니코리아 유한책임회사
- 제작 : 월트 디즈니 픽처스/팀 버튼 프로덕션스